# Archaeonycteris
Archaeonycteris – wymarły rodzaj prymitywnych nietoperzy z rodziny Archaeonycterididae. Jego gatunkiem typowym jest Archaeonycteris trigonodon, którego skamieniałe szczątki odkryto w kopalni Messel w Niemczech.
Żył we wczesnośrodkowym eocenie. Był to niewielki, krótkoskrzydły nietoperz. Latał dość wolno, w związku z czym polował na niewielkie, wolno latające owady, blisko ziemi lub w zaroślach. Z analizy skamieniałej zawartości żołądkowej wiadomo, że spożywał głównie drobne gatunki chrząszczy.